# Archiborborus chilensis
Archiborborus chilensis är en tvåvingeart som beskrevs av Richards 1931. Archiborborus chilensis ingår i släktet Archiborborus och familjen hoppflugor. Inga underarter finns listade i Catalogue of Life.